# Saint-Bardoux
Saint-Bardoux è un comune francese di 611 abitanti situato nel dipartimento della Drôme della regione dell'Alvernia-Rodano-Alpi.

## Società

### Evoluzione demografica
Abitanti censiti